# Mimocalothyrza bottegi
Mimocalothyrza bottegi är en skalbaggsart som först beskrevs av Raffaello Gestro 1895.  Mimocalothyrza bottegi ingår i släktet Mimocalothyrza och familjen långhorningar.
Artens utbredningsområde är Kenya. Inga underarter finns listade i Catalogue of Life.